# 1287

## Esdeveniments
- 21 de gener - Maó (Menorca): Blasco Ximenes d'Ayerbe aconsegueix la rendició d'Abu Umar ibn Said, el moixerif de Menorca, la qual cosa comportarà l'ocupació catalana de tota l'illa.[1]
- 14 de desembre - Inundació de Santa Llúcia

## Naixements
- 24 de gener - Ricard d'Aungerville

## Necrològiques
- 3 d'abril - Honori IV